# Hubertus Nicolaas Sieburgh

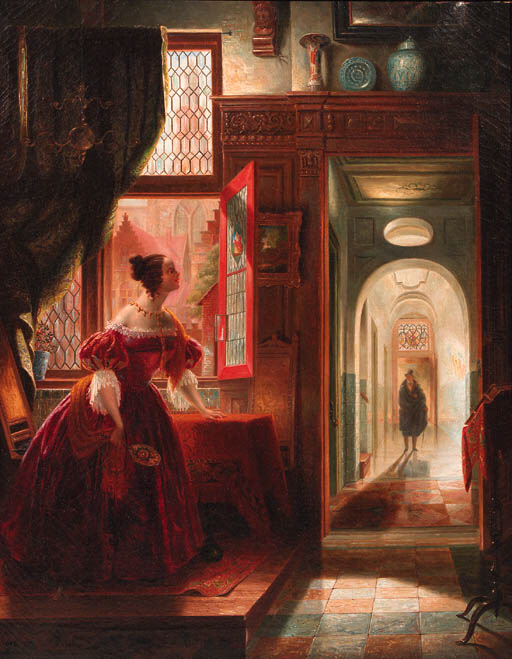
Interieur, geschilderd door Hubertus Nicolaas Sieburgh

Hubertus Nicolaas Sieburgh (Haarlem, 29 augustus 1799 - residentie Cheribon in Radjagaloe, 2 maart 1842) was een Nederlands schilder, dichter en schrijver.
Hij schilderde de voornaamste overblijfselen van de oudheden van Java, met name de ruïnes en architectuur, in olieverf. Hij maakte ook plattegronden. Na zijn dood is de collectie schilderijen door het Rijk aangekocht en aan de toenmalige Academie van Delft afgestaan.

## Publicaties
- Trudesinde van Friesland, 2 dln., Amst. 1836. Een slecht ontvangen debuut.
- Ada van Holland, 2 dln., Amst. 1838.
- Java, een gedicht. In 1856 in het Frans vertaald door Antoine Joseph Théodore Auguste Clavareau.

- DeBruyn, Jean Victor,[H.N. Sieburgh en zijn Beteekenis voor de Javaanse Ouheidkunde. Leiden: Luctor et Emergo, 1937].

- Biografisch Portaal: 94800050
- Digitale Bibliotheek voor de Nederlandse Letteren: sieb009
- Gemeinsame Normdatei: 10062152X
- International Standard Name Identifier: 0000 0000 6129 0751
- Nederlandse Thesaurus van Auteursnamen: 087874628
- RKD-Nederlands Instituut voor Kunstgeschiedenis: 72449
- Union List of Artist Names: 500083175
- Virtual International Authority File: 59436195
- WorldCat: E39PBJt8km8Qf3pVkjPtJFgR8C